# Lars Fredrik August Frölén
Lars Fredrik August Frölén, född 22 december 1831 i Östra Skrukeby socken, Östergötland, död 4 maj 1878 i Stockholm, var en svensk borgmästare.
Frölén blev student vid Uppsala universitet 1849 och tog juridisk preliminärexamen 1860 samt hovrättsexamen 1861. Han blev vice häradshövding 1864 och var borgmästare i Sundsvalls stad från 1872-1878.
Han gifte sig den 30 december 1874 med Hildur Ingeborg Alexandra Wessblad (1852–1920) och tillsammans fick de två barn, Fredrik Fredriksson och Vera Hildur Alexandra.